# Педер Мерк Менстед
Педер Мерк Мьонстед (дан. Peder Mørk Mønsted; нар. 10 грудня 1859, Балле-Мелле, поблизу Грено — пом. 20 червня 1941, Фреденсборг) — відомий данський художник-реаліст, визнаний майстер пейзажу, представник «золотої доби» данського живопису.

## Біографія
Народився в східній частині Данії на півострові Ютландія, у родині багатого кораблебудівника. У дитинстві відвідував уроки малювання в художньому училищі в Орхусі, пізніше переїхав у Копенгаген. У 1875—1879 рр. навчався в Данській королівській академії витончених мистецтв під керівництвом пейзажиста й портретиста Андрієса Фрітца та майстра жанрового живопису Юліуса Екснера.
Потім Мьонстед пройшов курс навчання в школі Педера Северіна Крейєра, а пізніше переїхав у Париж, де займався в майстерні одного з найпопулярніших художників того часу Адольфа Вільяма Бугро.
У 1882 році відвідав Рим і острів Капрі, де був захоплений красою та яскравістю фарб середземноморського пейзажу.
Протягом своєї тривалої кар'єри Мьонстед багато подорожував, часто бував у Швейцарії, Італії, північній Африці, а також у Греції, де протягом року був гостем королівської сім'ї та писав їх портрети.
З початку XX сторіччя і до самої смерти Мьонстед був одним з найбільш популярних і заможних живописців. Здобув особливу популярність у мюнхенської публіки.

## Творчість
Роботи Педера Мьонстеда навряд чи можна віднести до академічного пейзажного живопису, оскільки на його творчість сильний вплив справив французький імпресіонізм. Художник пише те, що бачить, особливо часто — поля, ліси, сільські будиночки та двори.
Незважаючи на численні поїздки світом, полотна Мьонстеда переважно написані в Данії та зображують північні незаймані пейзажі майже без людських фігур. Доволі часто на пейзажах зображував поверхневі води: озера, струмки, що наповнюють пейзажі ще більшим відчуттям атмосфери й наснаги.
Майстру вдалося поступово розвинути віртуозну ескізний техніку, яка в поєднанні з традиційним ландшафтним або жанровим мотивом принесла йому широку популярність серед публіки.
Роботи художника прикрашають колекції музеїв Ольборга, Баутсена, Рандерсе та численні приватні зібрання.

## Галерея
|  |  |  |  |  |